# Dandified Yum
Pour les articles homonymes, voir DNF.
Chronologie des versions
Yellowdog Updater
Dandified Yum ou DNF est un gestionnaire de paquets. C’est le successeur de YUM. Pour les commandes les plus courantes, son usage est identique à celui de yum. Il est accessible via une interface en ligne de commande.
Il est inclus dans Red Hat Enterprise Linux 8, ainsi que CentOS 8. Pour Fedora, il est installé par défaut à partir de Fedora 18 et devient le gestionnaire de paquets par défaut à partir de Fedora 22.
La version 5.0, réécriture en C++ est en cours de développement et est prévue d’intégrer Fedora 39.

## Remplacement de Yum par DNF
DNF remplace le gestionnaire de paquets par défaut de Fedora Yum, qui est présent depuis Fedora Core 1 (septembre 2003).
Plusieurs éléments ont mené à la création de DNF. Yum était âgé et son évolution a laissé un code peu maintenable, écrit en Python 2, avec une API assez mal documentée. De surcroît son empreinte mémoire est importante et ses performances laissent à désirer. Partant de ce constat, Yum a été forké en janvier 2012, donnant naissance à DNF.
Les développeurs de DNF ont ainsi procédé à une réécriture et un nettoyage du code, abandonnant au passage certaines fonctionnalités et rendant l’outil compatible avec Python 3. Ils ont documenté l’API depuis le début du projet.
La gestion des dépôts a été déléguée à librepo et celle des dépendances à hawkey qui fournit une API de haut-niveau à libsolv. Cette bibliothèque a été développée à l’origine par openSUSE pour son gestionnaire de paquets Zypper. Elle repose sur un algorithme de résolution de dépendances par satisfaisabilité bien plus efficace, rapide et économe en mémoire que l'algorithme itératif de Yum.
Présent dans Fedora depuis la version 18, DNF est maintenant considéré comme stable et remplace donc Yum comme gestionnaire de paquets par défaut. Il peut cependant être désinstallé au profit de Yum ou être utilisé en parallèle à celui-ci,.

## Versions
La version 1.0 est sortie en mai 2015.
La version 2.0 est sortie en décembre 2016.
La version 3.0 est sortie en mars 2018,.
La version 5.0, en cours de développement depuis début 2020 dans un autre dépôt, est une réécriture en C++ qui devrait fournir une meilleure expérience utilisateur et de meilleurs performances. Son intégration initialement prévue pour Fedora 39, est reportée à Fedora 41.

## Commandes
- dnf install nom_paquet : installe un paquet (et ses dépendances, si nécessaire).
- dnf remove nom_paquet : désinstalle un paquet (et gère les dépendances liées).
- dnf check-update : recherche les mises à jour des programmes installés.
- dnf update : met à jour tous les programmes installés.
- dnf upgrade : met à jour l'ensemble de la distribution.
- dnf search nom_paquet : recherche un paquet ; exemple dnf search dvd cherche les paquets dont le nom ou la description contiennent le mot dvd.
- dnf group install "group name" : installe un groupe de paquets en passant son nom de groupe complet.
- dnf provides dependance : indique les paquets fournissant la dépendance ou fichier demandé.